# Secrétariat d'État à l'Environnement (Espagne)
Le secrétariat d'État à l'Environnement (en espagnol : Secretaría de Estado de Medio Ambiente) est le secrétariat d'État chargé de la politique environnementale, hydraulique et du milieu naturel en Espagne.
Il relève du ministère de la Transition écologique et du Défi démographique.

## Missions

### Fonctions
Le secrétariat d'État est l'organe supérieur du ministère de la Transition écologique qui dirige et coordonne l'exécution des compétences du ministères liées à la formulation des politiques de qualité environnementale, de prévention des contaminations et du changement climatique, de l'évaluation environnementale, de développement du recours aux technologies propres, et d'habitudes de consommation moins contaminantes et plus durables.
Il lui revient de définir, proposer et exécuter les politiques gouvernementales de protection du milieu naturel, de biodiversité, de conservation et utilisation durable des ressources naturelles ainsi que leur présentation et restauration, de conservation de la faune, la flore, les habitats et écosystèmes naturels du milieu terrestre et marin ; ainsi que de l'intégration des considérations territoriales, environnementales et écologiques dans les actions relevant de sa compétence.
Il est directement responsable de la définition, la proposition et l'exécution des politiques ministérielles de définition des objectifs et programmes dérivés de la directive-cadre de l'eau, et de la gestion directe du domaine public hydraulique.

### Organisation
Le secrétariat d’État s'organise de la manière suivante : 
- Secrétariat d'État à l'Environnement (Secretaría de Estado de Medio Ambiente) ;
  - Direction générale de l'Eau ;
    - Sous-direction générale de la Planification hydrologique ;
    - Sous-direction générale de la Programmation et de la Gestion économique et budgétaire ;
    - Sous-direction générale du Domaine public hydraulique et des Infrastructures ;
    - Sous-direction générale de la Protection des Eaux et de la Gestion des risques ;

  - Bureau espagnol du Changement climatique ;
    - Sous-direction générale de l'Atténuation du changement climatique ;
    - Sous-direction générale des Marchés de carbone ;
    - Sous-direction générale de l'Adaptation au changement climatique ;

  - Direction générale de la Qualité et de l'Évaluation environnementale ;
    - Sous-direction générale des Déchets ;
    - Sous-direction générale de la Prévention de la pollution ;
    - Sous-direction générale de l'Évaluation environnementale ;

  - Direction générale du Littoral et de la Mer ;
    - Sous-direction générale du Domaine public maritime et terrestre ;
    - Sous-direction générale pour la Protection du littoral ;
    - Sous-direction générale pour la Protection de la mer ;

  - Direction générale de la Biodiversité, des Forêts et de la Désertification ;
    - Sous-direction générale de la Biodiversité terrestre et marine ;
    - Sous-direction générale de la Politique forestière et de la Lutte contre le désertification ;
    - Sous-direction générale du Système intégré d'information de la biodiversité ;
    - Fondation biodiversité ;

  - Cabinet ;
  - Agence nationale de météorologie (AEMET) ;
  - Fonds de carbone pour une économie durable ;
  - Fonds de restauration écologique et de résilience.

## Titulaires
| Titulaire                                                       | Titulaire               | Début      | Fin         | Parti | Ministre                                   |
| --------------------------------------------------------------- | ----------------------- | ---------- | ----------- | ----- | ------------------------------------------ |
| Secrétariat d'État à l'Environnement et au Logement (1991-1996) |                         |            |             |       |                                            |
|                                                                 | Federico Ramos de Armas | 31/12/2011 | 20/06/2015  | PP    | Miguel Arias Cañete Isabel García Tejerina |
|                                                                 | Pablo Saavedra Inaraja  | 27/06/2015 | 24/12/2016  | PP    | Isabel García Tejerina                     |
|                                                                 | María García Rodríguez  | 24/12/2016 | 19/06/2018  | PP    | Isabel García Tejerina                     |
|                                                                 | Hugo Morán              | 19/06/2018 | En fonction | PSOE  | Teresa Ribera                              |